# リー・ハント
ジェイムズ・ヘンリー・リー・ハント（James Henry Leigh Hunt、1784年10月19日 - 1859年8月28日）はリー・ハントという名で知られる、英国の批評家、随筆家、詩人である。
ハントは『ジ・イグザミナー』The Examinerという代表的な知識人向け雑誌の共同創始者で急進派の主義を詳説した。ロンドンのハムステッド地区を本拠とする文芸サークルの中心の一人で、そこにはウィリアム・ハズリット（ヘイズリット William Hazlitt）、チャールズ・ラム（Charles Lamb）が含まれ、彼らは「ハント・サークル」 "Hunt circle"として知られる。ハントは詩人のジョン・キーツ（John Keats）、パーシー・ビッシ・シェリー（Percy Bysshe Shelley）らロマン派詩人や、後にロバート・ブラウニング（Robert Browning）やアルフレッド・テニスン（Alfred Tennyson）を世に送り出したことで知られている。
フランスの画家ルイ・エドワール・フルニエ（Louis Édouard Fournier、1857-1917）の絵『シェリーの葬送』（The Funeral of Shelley, 1887）は詩人シェリーが海難事故で亡くなった後、イタリアの ヴィアレギオ（Viareggio）近くの海岸で火葬された様子を再現しているが、この中にもバイロンと並んでハントの姿が描かれている。
ハントはチャールズ・ディケンズ（Charles Dickens）の小説『荒涼館』（Bleak House, 1852）の中のハロルド・スキムポール（Harold Skimpole）という登場人物のモデルと言われている。